# تاریکی اطراف
تاریکی اطراف (انگلیسی: Darkness Surrounding) نام ترانه ای از گروه اونجد سون‌فولد می‌باشد که از آلبوم اول این گروه تحت عنوان صدای ترومپت هفتم در سال ۲۰۰۲ منتشر شده‌است. سبک این ترانه متال‌کور می‌باشد و نسخه هوی متال این ترانه تحت عنوان ما برای شب آمدیم در سال ۲۰۰۳ منتشر شد.